# Franz von Egger
Ritter Franz von Egger (* 14. Juni 1765 in Orth an der Donau; † 2. November 1851 in Graz) war ein österreichischer Jurist und Hochschullehrer.

## Leben
Franz von Egger besuchte anfangs die Schule in Gmunden und das Episcopale et Academicum Gymnasium in Passau. Im Anschluss begann er in Passau ein Theologie-Studium und kam 1784 in das neu eröffnete Generalseminar nach Wien. 1786 gab er das Theologie-Studium auf und wendete sich dem Studium der Rechtswissenschaften an der Universität Wien zu, hier hörte er Vorlesungen von Franz von Zeiller, Joseph von Sonnenfels, Christoph Hupka (1750–1811), Johann Bernhard Fölsch (1757–1822) und weitere. Joseph von Sonnenfels nahm ihn auch als Assistenten in seiner Kanzlei auf.
1789 erhielt er die Professur der politischen Wissenschaften an der Universität Graz; von 1796 bis 1797 lehrte er Natur- und Römisches Recht und 1798 österreichisches Kriminal- und Zivilrecht; von 1796 bis 1797 war er auch Rektor des Lyzeums der Universität Graz. 1803 wurde er als Nachfolger für Professor Franz von Zeiller an die Universität Wien berufen und erhielt im gleichen Jahr die Lehrkanzel für Natur-, Allgemeines Staats- und Völkerrecht und des Kriminalrechts; 1808 wurde er zusätzlich Referent bei der damaligen Hofkommission in politischen Gesetzsachen. 1809 erfolgte seine Ernennung zum Regierungsrat.
Nachdem er nach 41 Dienstjahren 1829 in den Ruhestand trat, versah er noch 1835 provisorisch seinen ehemaligen Posten, weil sein Nachfolger Sebastian Jenull bei der zur Revision des Strafgesetzes aufgestellten Hofkommission verwendet wurde.

## Auszeichnungen
1814 wurde er in den Adelsstand und 1829 in den Ritterstand erhoben.

## Werke
- Leitfaden der politischen Wissenschaften. 1793
- Das natürliche Privatrecht nach dem Lehrbuche des k. k. Hofraths F. Edlen von Zeiller über dasselbe. Wien und Triest 1815.
- Das natürliche öffentliche Recht nach den Lehrsätzen des Freiherrn von Martini vom Staatsrechte mit besonderer Rücksicht auf das natürliche Privatrecht des k. k. Hofraths von Zeiller. Wien und Triest: Geistinger, 1810.
- Kurze Erklärung des Österreichischen Gesetzbuches über Verbrechen und schwere Polizey-Uebertretungen. Wien; Triest: Geistinger, 1817.
- Franz von Zeiller; Franz von Egger: Jus naturae privatum Francisci de Zeiller. Romae: Cl. Puccinelli, 1846.

Er schrieb Beiträge in den Annalen der Literatur und Kunst, den Vaterländischen Blättern, in Franz von Zeiller's Beiträgen zur Gesetzkunde (Ueber die Bestrafung der Verbrechen, welche im Auslande begangen werden, mit Rücksicht auf das österr. Strafgesetzbuch (Band IV. S. 44)) und in Vincenz August Wagner’s Zeitschrift für österreichische Rechtsgelehrsamkeit (Ueber das Verbrechen des Betrugs durch Verfälschung einer öffentlichen Urkunde nach den österr. Strafgesetzen (1826 (I. S. 1)) und Bemerkungen über die österreichische Verordnung vom Jahr 1826 in Rücksicht des Handels mit Sklaven und deren Misshandlung (1829, S. 249).